# ファイェ
ファイェ（英語: Fage＝発音はファイェ  ） (ギリシア語: Φάγε [ˈfaʝe]) はもともとギリシャの乳製品企業で、現在はルクセンブルクに本社があり、欧米を始め世界で乳製品を製造・販売している。

## 歴史
ファイェは1926年にギリシャ北部でヨーグルトを販売し始め、1954年にアテネへ進出した。1983年以降イギリス、イタリア、ドイツなどのヨーロッパの主要国に進出し、2001年から米国へも進出して、2012年にはルクセンブルクへ本社を移動している。  

## 製品
製品はミルクに始まり、チーズ、ヨーグルト、アイスクリームを扱っている。米国では特に水切りプロセスを経たギリシャヨーグルトが評判で、  日本でもコストコなどで売っている。 

## 脚注

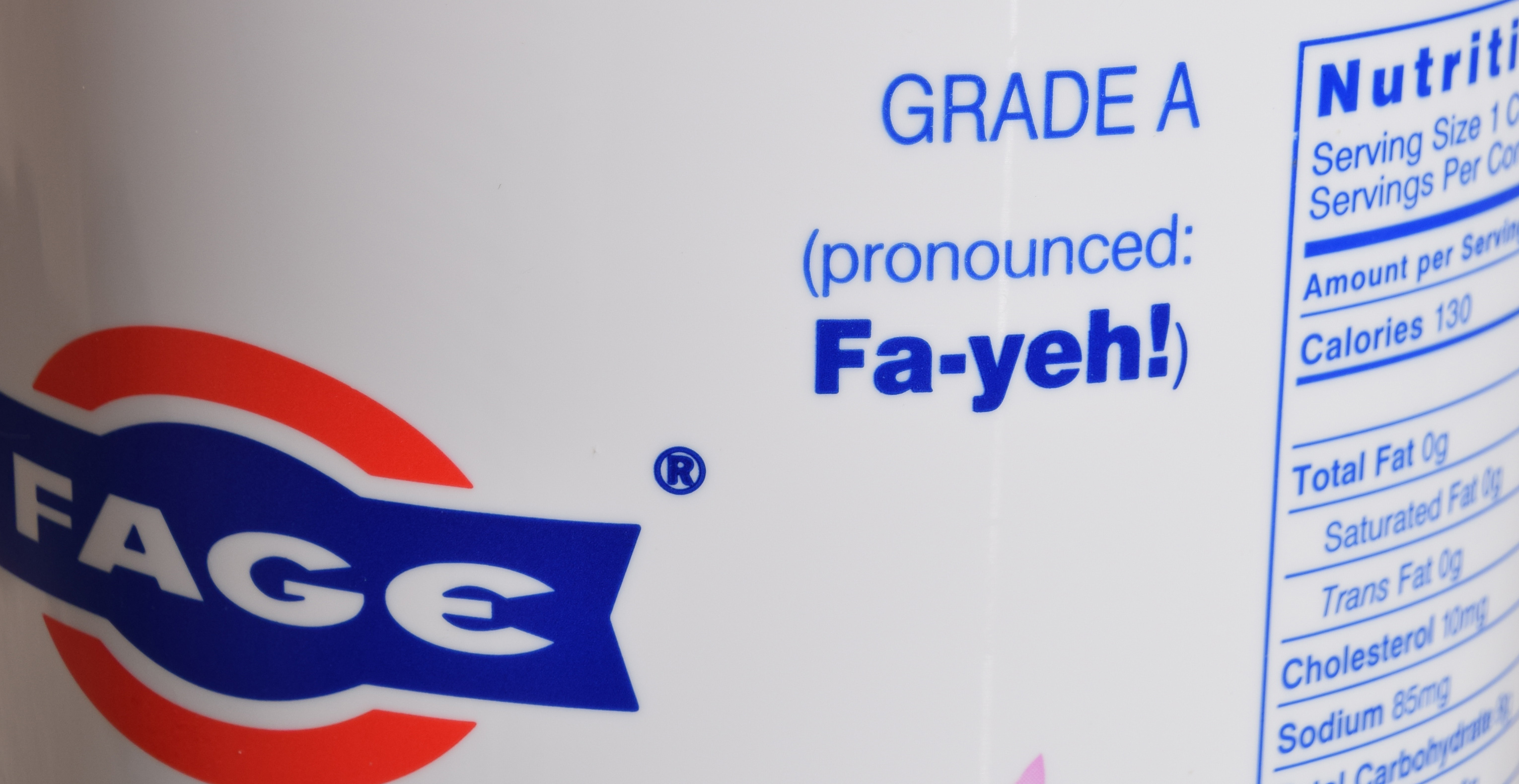
Fageは「ファイェ」と発音。（米国販売の乳製品から）